# 栗原考次
栗原 考次（くりはら こうじ、1956年10月 - ）は、日本の計算機統計学者。

## 略歴・人物
福岡市に生まれる。1976年福岡県立修猷館高等学校を経て、1981年九州大学理学部数学科を卒業。1984年同大総合理工学研究科情報システム学博士後期課程中途退学。1989年九州大学理学博士、学位論文は「Studies on Inference Theories in Computational Statistics」。
1984年大分大学助手となり、1987年岡山大学講師に転じ、1990年助教授、1994年環境理工学部准教授を経て、2001年同教授に就任、2005年大学院環境生命科学研究科教授を兼任した。2009年より2011年まで環境理工学部長、2012年より2015年までアドミッションセンターセンター長、2013年より2016年まで言語教育センターセンター長、2013年より2017年まで副学長を務めた。2022年定年退職。この間、2000年統計数理研究所客員助教授となり、2002年より2005年まで同客員教授を務めている。 
2022年4月京都女子大学データサイエンス研究所初代所長となり、2023年4月同大データサイエンス学部初代学部長に就任した。 
2013年より2015年まで国立大学アドミッションセンター連絡会議会長、2015年より2016年まで日本計算機統計学会会長、2017年より2021年まで日本分類学会会長、2017年より2019年まで統計関連学会連合理事長を務めた。 